# ماتياس كامبوس
ماتياس كامبوس (بالإسبانية: Matías Campos)‏ (22 يونيو 1989 بسانتياغو في تشيلي - ) هو لاعب كرة قدم تشيلي في مركز الوسط. شارك مع منتخب تشيلي تحت 20 سنة لكرة القدم ومنتخب تشيلي لكرة القدم. أما مع النوادي، فقد لعب مع أرسنال ساراندي وأوداكس إيتاليانو ونادي أودينيزي ونادي أونيفرسيداد كاتوليكا ونادي إيركوليس ونادي سيينا ونادي غرناطة ويونيون إسبانيولا.

## مسيرته الكروية
لعب ماتياس كامبوس خلال مسيرته الاحترافية مع 9 أندية في تسعة عشر موسمًا وسجل خلالها 31 هدفًا ضمن 257 مباراة. ولم يفز بأي موسم بالكأس أو بالدوري.
خاض ماتياس كامبوس مسيرته مع نادي أوداكس إيتاليانو في موسم 2005 في المرة الأولى ليلعب معه سبعة مواسم ثم في موسم 2015–16 ليلعب معه أربعة مواسم، مشاركًا طوالها في 194 مباراة سجل خلالها 26 هدفًا. ثم انتقل إلى نادي أونيفرسيداد كاتوليكا ما بين عامي 2012 و2013 لمدة موسم واحد، حيث شارك في 12 مباراة سجل خلالها هدفًا واحدًا. لينتقل بعدها إلى نادي أودينيزي في موسم 2012–13 لمدة موسم واحد، مشاركًا في 4 مباريات ولم يسجل أي هدف. ثم انتقل إلى نادي يونيون إسبانيولا في موسم 2013–14 لمدة موسم واحد، مشاركًا في 15 مباراة سجل خلالها 3 أهداف. هذا وانتقل لاحقًا إلى نادي أرسنال ساراندي ما بين عامي 2015 و2016 لمدة موسم واحد، مشاركًا في 16 مباراة سجل خلالها هدفًا واحدًا. ثم انتقل بعدها إلى نادي سانتياغو واندررز ما بين عامي 2019 و2020 لمدة موسم واحد، مشاركًا في 7 مباريات ولم يسجل أي هدف.

## وصلات خارجية
- ماتياس كامبوس على موقع قاعدة بيانات كرة القدم.إي يو (الإنجليزية)
- ماتياس كامبوس على موقع ناشيونال فوتبول تيمز (الإنجليزية)
- ماتياس كامبوس على موقع Soccerway.com (الإنجليزية)
- ماتياس كامبوس على موقع عالم كرة القدم.نت (الإنجليزية)